# جورج لينتون
جورج لينتون (27 يوليو 1873 - 20 يناير 1960)  (بالإنجليزية: George Linton)‏ هو لاعب كريكت جامايكي.

## وصلات خارجية
- جورج لينتون على موقع إي آس بي آن كريك إنفو (الإنجليزية)